# Dario Pieri
Dario Pieri (Firenze, 1º settembre 1975) è un ex ciclista su strada italiano.
Professionista dal 1997 al 2006, ottenne in carriera quattro successi.

## Carriera
Pieri divenne professionista nel 1997, dopo aver vinto tra i dilettanti il Gran Premio Città di Pistoia, la corsa a tappe belga Triptyque Ardennais e una frazione al Girobio. Ottenne i primi successi da pro con la Scrigno-Gaerne nel 1998, quando ottenne due successi di tappa, rispettivamente alla Driedaagse De Panne e al Tour de Langkawi. Nella stagione successiva colse la sua terza vittoria, ancora un successo di tappa, al Giro di Slovenia, e partecipò al suo primo Giro d'Italia, concludendolo all'ottantunesimo posto.
Passato alla Saeco nel 2000, in stagione terminò al secondo posto il Giro delle Fiandre, alle spalle di Andrei Tchmil, e partecipò al Tour de France, in cui si ritirò alla decima tappa. Rimase alla Saeco fino al 2004, con una stagione nel mezzo alla Alessio, in cui ottenne il suo ultimo successo in carriera, con la vittoria dell'E3 Prijs Vlaanderen. Nel 2003 concluse secondo alla Parigi-Roubaix, alle spalle di Peter Van Petegem, e quinto alla Milano-Sanremo.
Chiuse la carriera nel 2006 dopo una stagione alla Lampre-Caffita e quella conclusiva al Team LPR.

## Palmarès
- 1995 (dilettanti)

Gran Premio Città di Pistoia
- 1996 (dilettanti)

Trofeo Nicola Pistelli
2ª tappa Triptyque Ardennais (Polleur > Spa)
Classifica generale Triptyque Ardennais
3ª tappa, 1ª semitappa Girobio (Viareggio > Viareggio)
- 1998 (Scrigno-Gaerne, due vittorie)

8ª tappa Tour de Langkawi (Malacca > Port Dickson)
1ª tappa Driedaagse De Panne (Harelbeke > Zottegem)
- 1999 (Navigare-Gaerne, una vittoria)

4ª tappa Giro di Slovenia (Maribor > Lubiana)
- 2002 (Alessio, una vittoria)

E3 Prijs Vlaanderen

## Piazzamenti

### Grandi Giri
- Giro d'Italia

1999: 81º
2000: ritirato (18ª tappa)
2003: fuori tempo massimo (18ª tappa)
- Tour de France

2000: ritirato (10ª tappa)
- Vuelta a España

1997: ritirato (21ª tappa)
2001: ritirato (7ª tappa)
2002: ritirato (2ª tappa)

### Classiche monumento
- Milano-Sanremo

1997: ritirato
1998: 23º
1999: 23º
2001: 17º
2002: 23º
2003: 5º
2004: 144º
2006: 94º
- Giro delle Fiandre

1997: ritirato
2000: 2º
2001: 48º
2003: 15º
2004: ritirato
- Parigi-Roubaix

1997: 67º
1998: 49º
2000: 37º
2001: 11º
2003: 2º
2004: 70º
- Liegi-Bastogne-Liegi

1997: ritirato
1998: ritirato

### Competizioni europee
- Campionati europei su strada

Isola di Man 1996 -  In linea Under-23: 38º